# ExFAT
exFAT (от англ. Extended FAT — «расширенная FAT»), иногда называется FAT64 — проприетарная файловая система, предназначенная главным образом для флеш-накопителей. Впервые представлена фирмой Microsoft для встроенных устройств в Windows Embedded CE 6.0. Размер кластера по умолчанию для файловой системы exFAT составляет от 4 КБ до 128 КБ в зависимости от размера тома, максимальный допустимый по спецификации — 32 МБ.

## Преимущества
Основными преимуществами exFAT перед предыдущими версиями FAT являются:
- Уменьшение количества перезаписей одного и того же сектора, что важно для флеш-накопителей, у которых ячейки памяти необратимо изнашиваются после определённого количества операций записи (это сильно смягчается выравниванием износа (англ. wear leveling), встроенным в современные USB-накопители и SD-карты).
- Теоретический лимит на размер файла 264 байт (16 эксабайт).
- Максимальный размер кластера увеличен до 225 байт (32 мегабайта).
- Улучшение распределения свободного места за счёт введения бит-карты свободного места, что может уменьшать фрагментацию диска.
- Введена поддержка списка прав доступа[3].
- Поддержка транзакций (опциональная возможность, должна поддерживаться устройством).

## Недостатки и ограничения
- Более старые версии Windows NT, вплоть до Windows Vista без Service Pack 1, не поддерживают exFAT. Однако существуют официальные обновления от Microsoft, которые позволяют запускать exFAT на Windows XP SP2 и более поздних версиях.
- Windows Vista не способна использовать exFAT-размеченные устройства под ReadyBoost. В Windows 7 это ограничение устранено[4].
- Более сложная структура, в сравнении с FAT, вызывает большее потребление вычислительных ресурсов.
- Количество файлов в подкаталогах ограничено числом 2 796 202 (223/3). Для корневого каталога ограничения нет[5].

## Поддержка
Поддержка exFAT имеется в Windows XP с Service Pack 2 и 3 с обновлением KB955704, Windows Vista с Service Pack 1, Windows Server 2008, Windows 7, Windows 8, Windows 10, в Mac OS X начиная с версии 10.6.5, а также Linux (требуется компиляция исходного кода Samsung).
Существует свободный драйвер exFAT в виде патча для ядра Linux, поддерживающий только чтение этой файловой системы. Также существует драйвер, работающий через FUSE, в том числе для ОС FreeBSD и OpenBSD (sysutils/fuse-exfat). Данный драйвер поддерживает как чтение, так и запись. Кроме того, в августе 2013 года Samsung опубликовала драйвер для ядра Linux под лицензией GPL.

## Лицензирование
Лицензионный статус сначала был не определён. Однако Microsoft успешно запатентовала файловую систему FAT и в феврале 2009 года подала в суд на компанию TomTom, обвиняя её в нарушении патента.
Существует также сторонняя реализация exFAT для Windows XP / Windows Server 2003, однако она предназначена для непосредственной интеграции в дистрибутив продукта без возможности ручной установки драйвера. Данный порт выполнен на базе драйвера Windows Vista.
В декабре 2009 года Microsoft начала лицензировать файловую систему exFAT для сторонних производителей.
exFAT использовалась для sd-карт на Android-устройствах (ОС которых работает на ядре Linux). Производители реализовали драйвер exFAT для linux-ядра, оставив код драйвера закрытым, но некто опубликовал этот код на сайте GitHub. Опубликованный код считался украденным у компании Samsung до тех пор, пока в этом коде сообщество не нашло фрагменты кода, защищённого GPL-лицензией, что требовало раскрытия всех исходников, иначе это было воровство у сообщества со стороны компании Samsung. Через некоторое время компания Samsung выпустила код exFAT под GPL-лицензией.
В конце августа 2019 года корпорация Microsoft после длительного внутреннего обсуждения опубликовала спецификацию ФС (удалив из нее уведомление о конфиденциальности) и выступила с заявлением о поддержке инициативы по добавлению драйвера exFAT в ядро Linux. Ранее, в октябре 2018 года, корпорация присоединилась к Open Invention Network, но, вероятно, так и не передала патенты на exFAT в организацию. Кроме того, в марте 2019 года она потребовала с Foxconn отчислений по патентному соглашению, заключённому в 2013 году — речь может идти о заключённом тогда соглашении о выплатах за Android и Chrome OS.